# Montes de Mourne

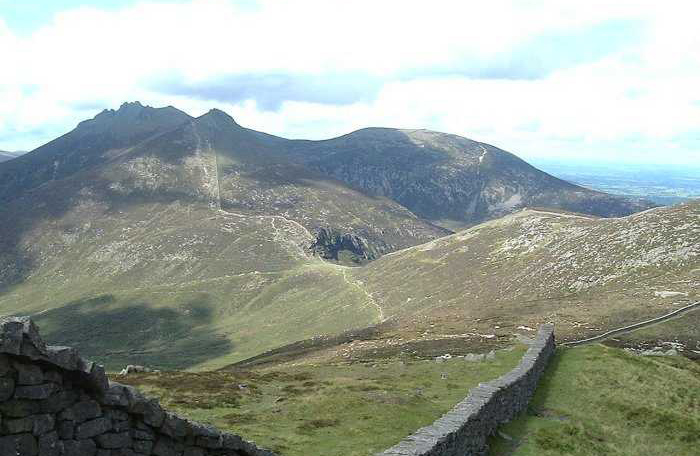
El muro de Mourne, mirando hacia la brecha de Hare.

Los montes de Mourne o Mournes (en irlandés Na Beanna Boirche) son una cordillera de montañas de granito situadas en el condado de Down, en el sureste de Irlanda del Norte y son unas de las más conocidas de la isla de Irlanda. La zona colindante está considerada como «Área de Belleza Natural Excepcional» y se propuso como primer parque nacional en Irlanda del norte. National Trust es parcialmente el propietario del monte y recibe gran cantidad de visitantes cada año. La montaña más alta es Slieve Donard, que alcanza una altura de 849 metros.

## Vegetación y vida salvaje
Además de hierba, las plantas más comunes que se encuentran en los Mournes son brezos de tres especies: El brezo de las hojas cruzadas (erica tetralix), el de la campana (erica cinerea) y el brezo común llamado ling (calluna vulgaris).